# Scott Phillips (musicista)
Scott Phillips, detto Flip (Madison, 22 febbraio 1973), è un batterista hard rock statunitense, membro della band Alter Bridge, dei Creed e del supergruppo Projected.

## Biografia
Scott Phillips ha iniziato a suonare la batteria fin dalla più giovane età e nel 1995 ha deciso di prendere parte al progetto della band Creed che lo ha portato, grazie a pluripremiati album, al successo. Scioltasi la band si è unito con i suoi ex compagni Brian Marshall e Mark Tremonti e con Myles Kennedy negli Alter Bridge nel 2004. Infine i Creed si sono riuniti nel 2009, e Scott è tornato a far parte della band. Nel 2012, periodo di pausa per gli Alter Bridge per tornare con un nuovo album nel 2013, Scott entra a far parte del supergruppo Projected di cui fanno parte Eric Friedman (che ha già lavorato con Scott come turnista nei Creed) e 2 membri dei Sevendust ovvero John Connolly e Vinnie Hornsby rispettivamente cantante e bassista del supergruppo.
Scott Phillips suona anche il piano e il sassofono.

## Equipaggiamento
Phillips utilizza batterie DW DRUMS, piatti Avedis Zildjian Company, bacchette Vic Firth, Gibraltar Hardware e doppio pedale DW 5000.

## Vita privata
Attualmente Phillips vive in Florida con sua moglie e sua figlia, Cadence.

## Discografia

### Con i Creed
- 1997 – My Own Prison
- 1999 – Human Clay
- 2001 – Weathered
- 2009 – Full Circle

### Con gli Alter Bridge
- 2004 – One Day Remains
- 2007 – Blackbird
- 2010 – AB III
- 2013 – Fortress
- 2016 – The Last Hero
- 2019 – Walk the Sky
- 2022 – Pawns & Kings

### Con i Projected
- 2012 – Human